# Patogen
Patogen (fra græsk: παθογένεια, pathogeneia, "ophav til lidelse") betyder: sygdomsfremkaldende.
Man omtaler organismer eller substanser som patogene, hvis de fremkalder sygdom.
Tilsvarende omtales samme agent som et patogen.
En sygdoms fysiologiske udvikling kaldes patogenese.

## Eksempler på patogener
- Bakterier
  - Salmonella – maveonde
  - Yersinia pestis – pest
- Parasitter (snyltere)
  - Plasmodium falciparum – malaria
- Prioner
  - BSE – kogalskab
  - CJD – Creutzfeldt-Jakobs sygdom
- Virus
  - Coronavirus
  - HIV – Aids
  - Rabies virus – Hundegalskab